# کریستینا اوچوآ
کریستینا اوچوآ (اسپانیایی: Christina Ochoa‎؛ زادهٔ ۲۵ ژانویهٔ ۱۹۸۵) بازیگر و نویسنده اهل اسپانیا است.
از فیلم‌ها یا برنامه‌های تلویزیونی که وی در آن نقش داشته‌است، می‌توان به یک میلیون چیز کوچک و خانواده امروزی اشاره کرد.